# Paramesochra ornata
Paramesochra ornata är en kräftdjursart som beskrevs av Krishnaswamy 1957. Paramesochra ornata ingår i släktet Paramesochra och familjen Paramesochridae. Inga underarter finns listade i Catalogue of Life.